# Anna Lidia Vega Serova
Anna Lidia Vega Serova es una escritora y pintora cubano-rusa nacida en San Petersburgo en 1968. Artista y escritora multidisciplinaria de origen ruso-cubano, aclamada internacionalmente por su prolífica obra que abarca la narrativa, la poesía, la pintura y la traducción literaria. Con una carrera que se extiende por más de tres décadas, su trabajo explora temas de identidad, memoria y diáspora, consolidándola como una voz fundamental en la literatura cubana contemporánea y las artes visuales. Su obra ha sido galardonada con prestigiosos premios como el Premio "David" de la UNEAC y la Distinción por la Cultura Cubana, y es objeto de estudio en programas académicos de universidades en Cuba, Puerto Rico y Estados Unidos.

## Biografía
Anna Lidia Vega Serova pertenece al grupo de hijos de cubanos que estudiaron en la extinta Unión Soviética y nativos de esa nación. Su primera infancia transcurre en Cuba, pero al divorciarse sus padres regresa con su madre a Rusia y reside allí hasta que, ya joven, viaja a Cuba para conocer a su familia paterna y se queda a vivir en la isla.
Serova, como se le conoce, realizó diversos estudios relacionados con las Artes Visuales en su adolescencia y juventud y, ya en Cuba, realiza sus primeras exposiciones personales como artista plástica y participa en talleres literarios.
Con la conquista del Premio David de cuento en 1997 se inicia su prolífica carrera literaria que ha incluido varios volúmenes de cuento, novelas y cuadernos de poesía. En su narrativa destaca el reflejo de la cotidianidad con sus agobios, la fuerte carga autoreferencial y la presencia de personajes marginales y con sexualidades diferentes (gais, lesbianas, bisexuales). Algunos de sus textos apelan al fantástico, mientras otros se recrean en el entorno social cubano.
Sus textos han aparecido en múltiples antologías en Cuba y el extranjero y algunos han sido adaptados a la televisión.
Anna Lidia Vega Serova tiene un hijo llamado Cristian.

## Áreas de especialización
- Literatura: Narrativa Contemporánea (cuento y novela), Poesía, Literatura Infantil.
- Artes Plásticas: Pintura (paisajes y motivos figurativos),     Ilustración.
- Traducción: Traducción literaria especializada del ruso al español.
- Docencia y Divulgación: Talleres de escritura creativa, conferencias sobre cultura y literatura cubana.

## Trayectoria literaria
Autora de más de 15 libros publicados, incluyendo novela, cuento y poesía, con traducciones al inglés, italiano y esloveno.

#### Publicaciones Clave:
- Anima fatua (Novela, 2007): Obra aclamada con múltiples reediciones en Cuba, Puerto Rico, México, el Reino Unido y una próxima edición en España (2026) consolidando su alcance internacional.
- Bad painting (Cuentos, 1998): Su ópera prima, galardonada con el Premio "David" y reeditada en Puerto Rico (2013).
- Mirada de reojo (Viñetas, 2010): Publicada en Cuba y traducida al inglés como Sideways glance (Reino Unido, 2021), mostrando su versatilidad de género.
- Un jardín en miniatura (Poesía, 2021): Edición bilingüe (español-inglés) publicada por Amaurea Press (Reino Unido).

#### Reconocimientos y Premios Destacados:
- Distinción por la Cultura Cubana (2006): Máximo reconocimiento otorgado por el Ministerio de Cultura de Cuba.
- Premio  "David" de la UNEAC (1997): Uno de los galardones literarios más importantes de Cuba, por su libro Bad painting.
- Premio DADOR  (2000): Otorgado por el Instituto Cubano del Libro.
- Múltiples galardones y menciones en certámenes de prestigio como el Concurso Alejo Carpentier (2004) y el Julio Cortázar (2004).

#### Impacto Académico y Divulgación:
- Conferencista invitada en destacadas universidades de Estados Unidos, impartiendo talleres y ponencias sobre escritura creativa y literatura cubana.
- Su obra es material de estudio en programas universitarios en Cuba, Puerto Rico y Estados Unidos, lo que subraya su relevancia académica y cultural.
- Incluida en decenas de antologías de narrativa a nivel global, con presencia en mercados de Europa, América y Asia.

## Trayectoria en artes plásticas
Pintora con una sólida carrera expositiva desde 1982, caracterizada por un estilo que fusiona sus raíces europeas con la iconografía caribeña.

#### Exposiciones individuales relevantes
- Medialuna marina (2019) - Universidad del Norte, Barranquilla, Colombia.
- Mediodía (2008) - Burdeos, Francia.
- Anna en el cielo con diamantes (1996) - Centro de Arte Fayad Jamis, La Habana, Cuba.
- Rassvet (Amanecer) (1984) - Su primera exposición individual significativa en Soligorsk, Bielorrusia.

#### Participación en Exposiciones Colectivas Notables
- Feria de Promoción del Turismo para Cuba (1995) - Granada, España, y Ciudad de México, México.
- Salón Yo veo el Mundo (1983) - Bélgica (participación internacional temprana).
- VII Salón de arte erótico (2003) - Galería Mariano Rodríguez, La Habana.

#### Premios y menciones
- Premio, II Salón de Ilustraciones, La Habana (1994).
- Primera Mención, Salón LOVE, Centro de Arte de Holguín (1995).
- Mención, Salón Yo veo al Mundo, Bélgica (1983).

## Proyectos de traducción literaria
Especialista en la traducción de obras literarias del ruso al español, construyendo puentes culturales entre ambas lenguas.
- La  estrella y la cruz (Novela de Dmitri Lijanov): Proyecto galardonado con el premio del Instituto de Traducción de la Federación Rusa (en prensa, 2025).
- A ti, dentro de cien años (Antología de poesía rusa): Curaduría y traducción de la poesía rusa de la Época de Plata (en prensa).
- Gatos voladores (Cuentos de Andrei Kurkov): Traducción de uno de los autores ucranianos contemporáneos más reconocidos (2018).
- Traducción de guiones cinematográficos para producciones rusas filmadas en Cuba (2012, 2013).

## Obra publicada
- Bad painting. Cuento. Ediciones Unión, 1998.
- Catálogo de mascotas. Cuento. Editorial Letras Cubanas, 1999
- Limpiando ventanas y espejos. Cuento. Ediciones Unión, 2001.
- Noche de ronda. Novela. Editorial Baile del sol, España, 2001. Ediciones Unión, 2003. ISBN 959-209-524-8
- Retazos para las hórmigas. Poesía, 2004
- Eslabones de un tiempo muerto. Poesía, 2006
- Imperio doméstico. Cuento, 2005 (Una nueva edición se publica en 2025 for Amaurea Press)[5]
- Legión de sombras miserables. Cuento. Ediciones Unión, 2005
- Adiós cuento triste. Noveleta para niños, 2006
- El día de cada día. Cuento. Ediciones Unión, 2006. Editado en Italia en 2007 como Il giorno di ogni giorno
- Ánima fatua. Novela, 2007

## Antologías en las que aparece
- Estatuas de sal. Ediciones Unión. 1996.
- Cuentistas cubanas de hoy, 2002
- Making a scene. Cuban women´s stories, 2004
- Espacios en la isla. 50 años del cuento femenino en Cuba. Selección Marilyn Bobes Bobes. Presentación Olga Marta Pérez. Ediciones Unión, 2008 ISBN 978-959-10-1522-8
- Nosotras dos. Ediciones Unión, 2011. ISBN 978-959-308-031-6
- Entre los poros y las estrellas. Selección, prólogo y notas Enmanuel Tornés Reyes. Casa Editora Abril, 2009. ISBN 978-959-210-557-7.

## Premios
- Premio David de cuento, 1997
- Beca Dador, 2000
- Mención Premio Alejo Carpentier, 2002
- Distinción por la Cultura Nacional